# دافيدي ماندورليني
دافيدي ماندورليني (بالإيطالية: Davide Mandorlini)‏ هو لاعب كرة قدم إيطالي في مركز قلب الدفاع، ولد في 30 ديسمبر 1983 في أسكولي بيتشينو في إيطاليا. لعب مع نادي بيروجيا ونادي رافينا ونادي ريميني ونادي فينيزيا ونادي ليكو وهيلاس فيرونا.

## وصلات خارجية
- دافيدي ماندورليني على موقع قاعدة بيانات كرة القدم.إي يو (الإنجليزية)
- دافيدي ماندورليني على موقع Soccerway.com (الإنجليزية)